# Estratégia de Lisboa
A Estratégia de Lisboa, também conhecida como Agenda de Lisboa ou Processo de Lisboa é um plano de desenvolvimento estratégico da União Europeia. Foi aprovado pelo Conselho Europeu em Lisboa em Março de 2000.
A preparação foi feita no seio do Conselho da Europa, a organização internacional da Grande Europa.
Entre Abril e Novembro de 2004, Wim Kok encabeçou uma revisão do programa e apresentou um relatório sobre a estratégia de Lisboa estabelecendo como se devia dar mais ímpeto ao processo. A Comissão usou este relatório para declarar que os aspectos sociais e ambientais da Agenda de Lisboa não eram uma prioridade e por esse motivo a estratégia só se modificaria no plano económico.

## Objectivos
O Conselho Europeu de Lisboa que marcou o objectivo estratégico de converter a economia da União Europeia «na economia do conhecimento mais competitiva e dinâmica do mundo, antes de 2010, capaz de um crescimento económico duradouro acompanhado por uma melhoria quantitativa e qualitativa do emprego e uma maior coesão social».
Segundo as conclusões da presidência do Conselho europeu de Lisboa, a realização deste objectivo requer uma estratégia global:
- Preparar a transição para uma sociedade e uma economia fundadas sobre o conhecimento por meio de políticas que cubram melhor as necessidades da sociedade da informação e da investigação e desenvolvimento, assim como acelerar as reformas estruturais para reforçar a competitividade e a inovação;
- Modernizar o modelo social europeu investindo em recursos humanos e lutando contra a exclusão social;
- Manter sã a evolução da economia e as perspectivas favoráveis de crescimento progressivo das políticas macroeconómicas.

## Dimensão ecológica

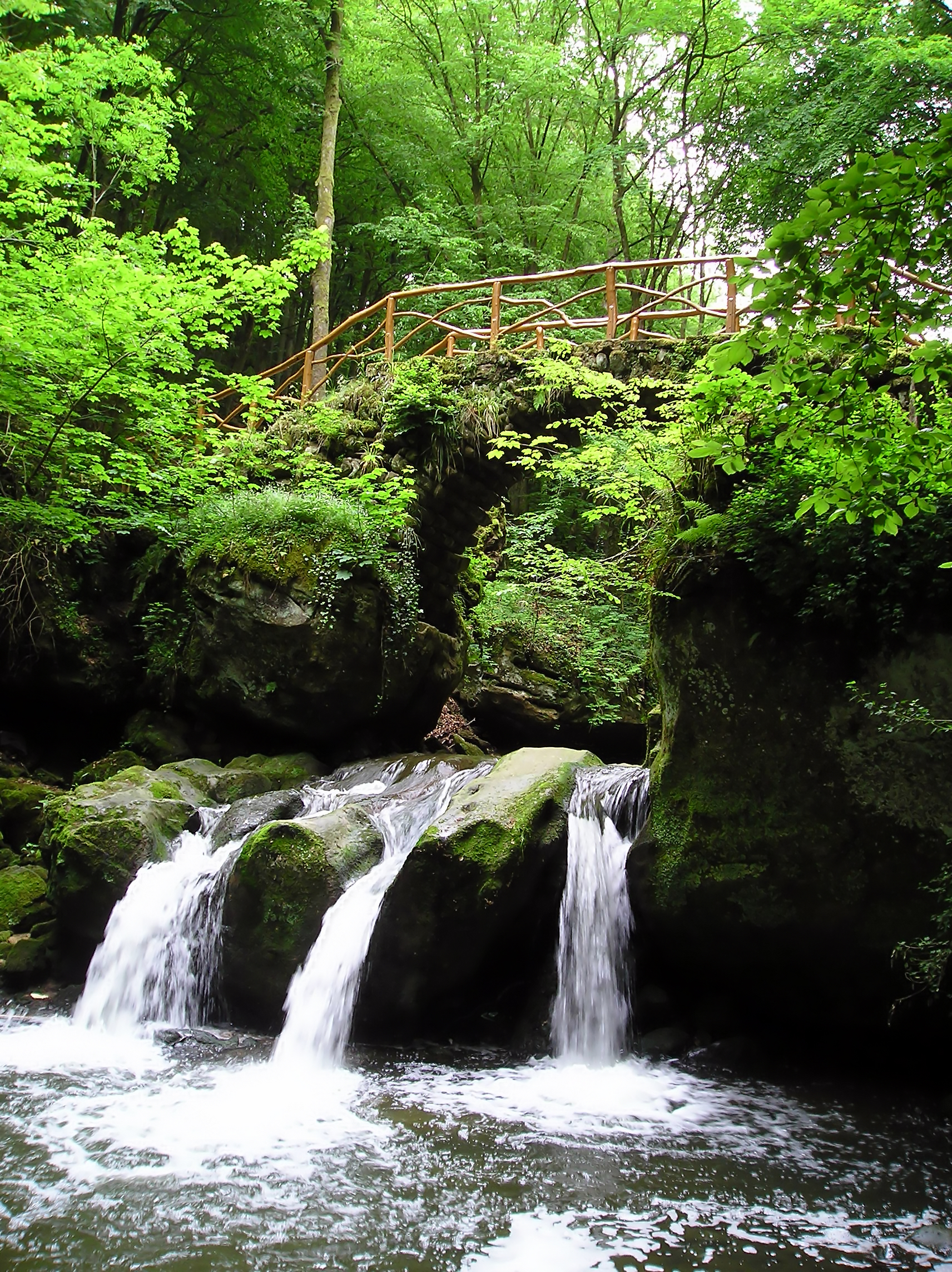
Quedas de água em Mullerthal, Luxemburgo

O Conselho Europeu de Gotemburgo de 15 e 16 de Junho de 2001 adicionou uma dimensão ecológica a estes objectivos, e particularmente destacou a matéria de elaboração das políticas. Trata-se de «examinar de uma maneira coordenada as consequências económicas, sociais e ecológicas de todas as políticas e de as ter em conta nos processos de decisão».
Estas três dimensões constituem o que se designa de desenvolvimento sustentável.
Segundo os industriais, as dimensões ambiental, social e económica introduzidas em Gotemburgo apresentam uma certa complexidade nas regras de governo, tanto públicas como particulares.

## Aplicação
A meio da aplicação do programa, a Comissão Europeia avalia como tímidas as reformas dos Estados membros. A 21 de Janeiro 2004, fixam-se prioridades que se reforçam na agenda de Lisboa, apoiadas pela comissão, presidida por José Manuel Durão Barroso:
- Melhorar o investimento em redes e em conhecimento,
- Reforçar a competitividade da indústria e dos serviços,
- Promover o prolongamento da vida activa.

No entanto, os estudos sobre inovação na U.E. mostram um atraso da União Europeia em relação aos Estados Unidos e ao Japão.
Um estudo da Teradata de 2006 sobre a informática de decisão mostra também que a Europa está atrasada neste tema, quando comparada com os Estados Unidos e a Ásia, particularmente sobre a importância a conceder aos documentos não estruturados.
O organismo europeu encarregue de acompanhar a inovação nas tecnologias de informação e de comunicação é o consórcio ERCIM. O ERCIM é o parceiro europeu do W3C. O INRIA também é membro de este consorcio.

## Problemas com a implementação
O problema da União Europeia de hoje não reside na deslocalização da produção para fora do seu espaço geográfico, mas sim na constante incapacidade de aplicar atempada e eficazmente as estratégias que, década após década, preconizamos. Bom exemplo disso foi o que sucedeu com a Agenda 2000 (também conhecida no léxico europeu como “estratégia de Lisboa”). Já em 2005, Manuel Catells dizia que “O conteúdo da "agenda de Lisboa" estava certo e as medidas propostas também. Faltaram os mecanismos de implementação”.
Mais recentemente, foi Maria João Rodrigues quem mostrou a sua surpresa quanto à estratégia 2020 ir pelo mesmo caminho, numa entrevista ao Público. Com efeito, constata a existência de um desfasamento entre as prioridades do relatório e da estratégia previamente definida, apontando, nomeadamente, o afastamento do objectivo inicial de um crescimento "mais verde, inteligente e inclusivo"; a excessiva preocupação revelada com a consolidação orçamental, em detrimento do crescimento; e o facto de não ter sido proposto nada de relevante como solução para a promoção do emprego, uma vez que esta não pode passar tanto pela busca activa por parte dos cidadãos, mas mais pelo aumento da oferta por parte das empresas. Em suma, Maria João Rodrigues vê este relatório como uma "má forma de estrear" a estratégia europeia, antecipando pouco entusiasmo e apoio dos cidadãos europeus.
A União europeia devia fazer com as suas estratégias (de Lisboa e a de 2020) o que ensina a famosa analogia “da dança na chuva”: O objectivo é dançar (aplicar a estratégia) mas se, repentinamente, começar a chover (se houver uma crise económica), nós continuamos a dançar (seguimos
a estratégia) como se nada fosse.